# 麦尔文·康纳
麦尔文·康纳（1946年—）是一位美国人类学家，毕业于哈佛医学院，现为埃默里大學萨缪尔·坎德勒·多布斯人类学、神经和行为生物学教授。